# Dinis de Bragança
Dinis de Santa Maria de Bragança (Lisboa, 25 de novembro de 1999) é o terceiro filho do pretendente ao trono português Duarte Pio de Bragança e de Isabel de Herédia. Dinis é pretendente aos títulos de Infante de Portugal e Duque do Porto como descendente do ramo Miguelista da Casa de Bragança.

## Biografia
Dinis de Santa Maria de Herédia de Bragança nasceu em 25 de novembro de 1999, em Lisboa, terceiro filho de Duarte Pio de Bragança e Isabel de Herédia, sendo o segundo filho do casal.
Dinis foi baptizado em 19 de Fevereiro de 2000, na Sé Catedral do Porto, por Armindo Lopes Coelho, Bispo do Porto. Seus padrinhos foram Sebastião de Heredia, seu tio, e Ana Cecília de Bourbon-Duas Sicílias. No seu batismo estavam presentes o então Duque e a Duquesa de Brabante, os actuais Rei e Rainha da Bélgica, Filipe e Matilde.
Após a cerimónia, Dinis foi conduzido para outra Capela da Sé, onde foi consagrado a Nossa Senhora de Vandoma.
Dinis recebeu a 1ª Comunhão no dia 1 de Dezembro de 2007, véspera do 1º Domingo do Advento e Dia da Restauração de Portugal . O seu 2º Sacramento foi celebrado na Igreja de Nossa Senhora da Encarnação, no Chiado.
Dinis estagiou na Comissão Europeia. Agora ele estuda Ciência Política e Sociologia na Bélgica.

## Papel público
Participou, em 24 de novembro de 2018, no 26º Baile de Debutantes que se realizou no Shangri-La Hotel em Paris. Foi fotografado ao lado de Dona Maria do Carmo Calem e de outras figuras do mundo da realeza, incluindo o neto de Gregory Peck, Harper Peck, o Principe Phillippe-Emmanuel de Croÿ-Solre, o Principe Mirko de Saxe-Coburgo-Gotha, entre outros. Este baile é organizado por Ophélie Renouard, que incialmente o idealizou na década de 90 e já contou com a presença das filhas de Sylvester Stallone e Bruce Willis.
Numa entrevista ao programa Dois às Dez da TVI, em 2021, junto com seus dois irmãos, Dinis afirmou que o seu pai é o seu herói.
Dinis de Bragança acompanhou sua māe, Isabel de Herédia, na entrada do casamento da sua irmã, Maria Francisca de Bragança, na Basílica do Convento de Mafra, onde subiu ao púlpito para fazer a primeira leitura da cerimónia. Nesta cerimonia, que aconteceu a 7 de Outubro de 2023, Dinis leu um salmo do Livro dos Provérbios.
Em 6 de janeiro de 2024, ocorreu o batizado do Príncipe Alphonse, filho do Conde e da Condessa de Paris, na Basílica dos Santos Nazaire e Celse em Carcassonne. Dinis foi um dos padrinhos de batismo do príncipe francês.
Em maio de 2025, Dinis foi distinguido com a Grã-Cruz da Imperial Ordem da Rosa por Bertrand de Orleans e Bragança, como sinal dos laços de parentesco e amizade entre os ramos português e brasileiro da Casa de Bragança. A cerimónia teve lugar numa capela privada em Pancas, com a presença de membros das duas famílias e convidados. A distinção, também fora anteriormente atribuída ao seu pai, Duarte Pio, e ao seu irmão, Afonso.

## Títulos pretendidos
Para além de ser pretendente ao título de Infante de Portugal, Dinis de Bragança, é pretendente ao título de Duque do Porto, um título normalmente concedido ao 2.º filho varão. Neste caso, sendo o segundo filho de Duarte Pio, por sua vez pretendente à coroa portuguesa pelo ramo miguelista, Dinis seria eventualmente o 4.º Duque do Porto, caso Portugal fosse uma monarquia constitucional.

## Condecorações
- Grã-Cruz da Imperial Ordem da Rosa da Casa de Orléans e Bragança;[12]